# 韦尔迪耶
韦尔迪耶（法語：Verdille，法語發音：[vɛʁdij]）是法国夏朗德省的一个市镇，位于该省西北部，属于孔福朗区。

## 地理
韦尔迪耶（45°52'54"N, 0°6'20"W）面积14.48 平方千米，位于法国新阿基坦大区夏朗德省，该省份为法国西部内陆省份，北起德塞夫勒省和维埃纳省，东临上维埃纳省，东南至多尔多涅省，南至多爾多涅省，西接滨海夏朗德省。
与韦尔迪耶接壤的市镇（或旧市镇、城区）包括：巴伯济耶尔、蒙斯、奥拉杜尔、朗维尔-布勒约、布雷东、瓦勒多日。

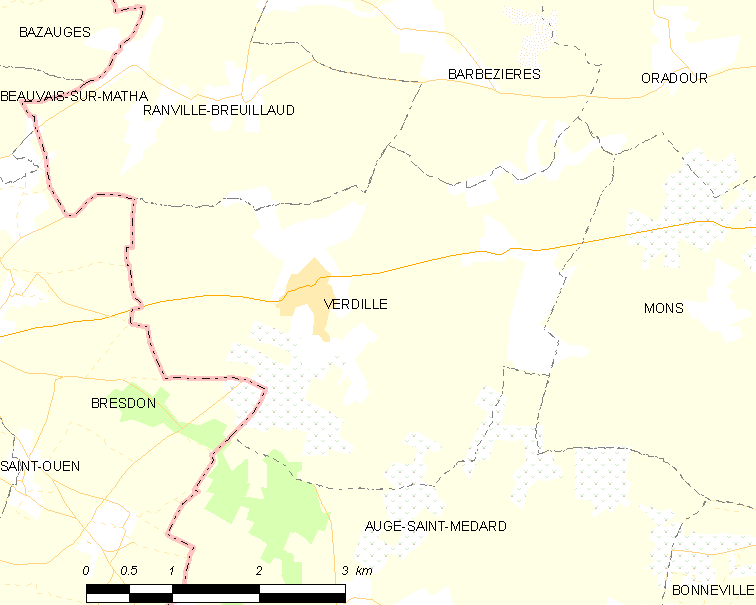
韦尔迪耶的OSM定位图

韦尔迪耶的时区为UTC+01:00、UTC+02:00（夏令时）。

## 行政
韦尔迪耶的邮政编码为16140，INSEE市镇编码为16397。

## 政治
韦尔迪耶所属的省级选区为夏朗德北县。

## 人口

1962-2008年间韦尔迪耶人口变化图示

韦尔迪耶于2022年1月1日时的人口数量为383人。